# 牧衷
牧 衷（まき ちゅう、1929年4月8日-2015年10月13日）は岩波映画製作所の脚本家。「科学教育映画体系」や「たのしい科学シリーズ」などの多くの科学教育映画の企画と脚本をはじめ、企業PR映画や官庁制作の映画、大学の研究成果の紹介映画などの脚本を手がけ、その作品は多くの賞を受賞している。仮説実験授業研究会の最初期からの会員で板倉聖宣の仮説実験授業の理論を取り入れた科学教育映画も何本か作った。また、大学時代の学生運動の経験から社会運動の実践的理論も研究した。後に岩波映画の取締役となり、組合との交渉に尽力した。

## 経歴

### 幼少期
1929年4月に東京府荏原郡蓮沼（現在の東京都大田区蓮沼）で5人兄弟の4番目の次男として生まれた。出生後家族は東京都豊島区下落合に転居した。1933年、4歳の時長姉の進学に伴い横浜市鶴見区に転居。1936年、7歳で横浜市立豊岡尋常小学校に入学。4年生の時の教師が皇国思想教育に熱心だったが、牧家の雰囲気と合わなかったので、卒業までに反皇国主義少年に育った。

### 中学校時代
1942年、13歳の時に神奈川県立横浜第二中学校（現在の翠嵐高校）に入学。当時の中学校は一層皇国主義教育が盛んだった。2年生の冬に冬季軍事演習の配属将校のイジメ的訓練に反発して、同級生と同盟帰宅を計画して失敗し、教練の点数は6点だった。1944年、15歳の時に勤労動員令によって学校は休業となり、爆弾の弾頭作りの作業に就いた。1945年4月、16歳の時に海軍兵学校に入校（第78期）。兵学校では徹底した結果主義教育で、根性主義の説教や、皇国主義の忠義の押しつけがなかったので、すがすがしさを感じたという。その後牧は肋膜炎で各地の病院暮らしとなり、そのまま敗戦を迎えた。1945年8月末、16歳の時に帰郷した。10月まで肋膜炎で中学校を半休状態だった。高校受験の為の英語の勉強を辞書と首っ引きで身につけた。

### 高校時代
1947年4月、18歳で旧制東京高等学校乙類（現在の東京大学教養学部理科Ⅲ類にあたる）に入学。高校時代の3年間はほぼクラッシックのレコードを聞きまくることに費やした。牧は結局落第し旧制大学に行けなかった。

### 大学時代
1950年4月、21歳で新制東京大学教養学部理科Ⅱ類（現在のⅢ類）に入学した。1948年頃からアメリカ占領軍の政策が民主化から冷戦政策に転換し、牧は反占領政策と結びついた革命志向がはっきりした。牧は周囲に「おれは学生運動をやりに大学に行くんだ」と言うようになった。ちょうどそのころ占領軍が「共産党員及びその同調者の社会的排除（レッドパージ）」の方針を打ち出し、大学で抗議運動が展開されていた。牧は入学後直ちにこの運動に参加した。1950年9月に東大教養学部レッドパージ反対の試験ボイコット運動に成功した。牧は日本共産党の国際派に入党した。1951年に日本共産党は武力闘争の方針を決定した。牧は「武力闘争は誤りである」と主張し続けたため党を除名となった。学生運動の外に閉め出された牧は「党の敵」とされ、いやになって学校へ行くことをやめた。その間試験だけは受け続けて単位をためていった。1953年4月、24歳で農学部農業土木科に進学。1954年4月、25歳で文学部西洋史学科に転じた。1955年7月に日本共産党が自己批判し、軍事闘争に反対して追放された者の復党工作を始めた。牧は1956年1月、26歳のとき学生運動に復帰し、壊滅状態だった学生運動の再建に着手した。1956年6月、27歳で全学連副委員長・都学連委員長となる。同年10月、砂川基地拡張阻止闘争で警官隊と衝突。政府は測量の中止を表明し運動は成功した。砂川闘争後に政治方針を巡って全学連が分裂し、1957年6月、28歳の時、牧は路線闘争に敗れて全学連を退任した。1958年3月、29歳で文学部西洋史学科を卒業した。

### 岩波映画時代
1959年6月、30歳の時岩波映画製作所にテレビ番組「楽しい科学」の企画・脚本スタッフとして入社。10月に結婚し、練馬区豊玉に転居。1962年の番組終了まで脚本を書いた。そのほとんどは現在DVD化され仮説社から販売されているされている。1961年、32歳の時1950年のレッドパージ反対闘争以来の旧知であった板倉聖宣と再会。板倉のアドバイスを受けて何本かの脚本を書き、テレビ番組用の科学映画を作った。1962年に板倉から仮説実験授業の構想を聞き、大いに共鳴した。1965年1月、36歳の時に岩波映画に科学室を創設。室長として岩波映画製作所の科学教育映画全体を見ることになる。「岩波・科学教育映画体系」のプロジェクトを始める。1965年3月横浜市鶴見区の旧宅に転居。1966年1月、37歳の時科学教育映画体系第1作「力のおよぼしあい」が完成。以後1972年4月のプロジェクト終了まで24本の映画を制作した。1973年4月に第15回科学技術映画祭で科学技術特別功労者特別表彰を受けた。1975年8月、46歳の時岩波映画取締役になる。労働組合との対応に忙殺された。1987年6月、58歳で岩波映画退社。

### 晩年
1995年頃まではフリーのシナリオライターとして、岩波映画以来の仲間である中神賢史と組んで科学教育・科学技術に関する映画の脚本を年に2、3本のペースで書いた。1990年代の初頭から小田急電鉄の複々線化に伴う高架工事反対運動に参加。補償金額増加運動を都市計画の問題としてとらえ直し、地下化を要求する運動に作り替えた。運動は法廷闘争となり「地権者だけでなく工事に影響のあるものは訴訟の権利がある」という最高裁大法廷の判決を2003年に勝ち取った。1996年-1998年、67-69歳で法政大学工学部特任講師として「技術社会論」を担当した。1998年8月季節社から『運動論いろは』を出版。2000年9月、71歳で力石定一と政策提言誌『発想』を季節社から出版。その後は仮説実験授業研究会の全国大会や上田仮説サークルでの講演などで、科学教育や社会運動に関する啓蒙活動をつづけた。2013年にルネサンス・アカデミー（株）の桃井隆良社長の依頼で「力は時間と一緒にはたらく」のDVDを撮影し、これが遺作となった。2015年10月13日に亡くなった。

## 映画脚本作品

### 岩波映画の伝統
牧が岩波科学映画に関わったのは1959年のことで、当時制作されていた「たのしい科学」というテレビ番組のスタッフとしてであった。岩波映画はその前身が岩波書店の中にできた中谷宇吉郎研究室であり、科学映画の制作が一本の太い柱として通っているような会社だった。そこでは科学を国民みんなのものにする他に日本の未来は無いと考えられていた。牧はそのような伝統の中で科学映画制作の勉強をした。科学映画は学校での利用を考えて制作されるものだが、牧は教科書や学習指導要領にはこだわらず、自由な発想で映画を企画し，シナリオを書き、会社もそれを認める気風があった。

### 科学教育映画の作品と思想
牧が入社したとき「凸レンズ」という映画を見せられ感想を書けと言われた。牧は「実験は見る人間にとって一番単純明快でなければいけない。仕掛けが分からなければ実験の意味が分からないではないか」と、その映画をボロクソに批判した。その感想を見た小口八郎が、「こいつは科学が分かるから入れろ」と言って牧は採用された。
「冷蔵庫の話」(1960年)
気化熱の働きや，それを利用した電気冷蔵庫、ガス冷凍機の仕組みを分かりやすく解説する。牧が脚本を書き始めたごく初期の作品。牧はこの映画で熱という目に見えないものをいかに見せるかという困難に挑戦した。牧はエーテルを使って「気化すると周りから熱を奪って温度を下げる」「液化するときは周りに熱を放出でして温度を上げる」という現象を見せることを組み合わせ、ガラス細工のシースルーの冷蔵庫を使ってその問題を解決した。牧は「ただ教科書の引き写しをしているだけでは、やってる方もおもしろくないし、そういう所がシナリオライターの腕の見せ所」と述べている。
「科学教育映画体系」（1967-1973年）
牧は「日本の小中学校の科学教育がきちんと原子論の上に築かれていない」ということに不満を持っていた。牧は「分子や原子のイメージは現代科学の一番基礎のイメージで、全部そのイメージの上に乗っている。現代の最先端の自然科学を理解する上でも極めて重要だ」と考えた。そのようなときに国立教育研究所に大学時代の旧知の板倉聖宣が物理教育を研究していることを知り、会って話をすることができた。板倉は当時仮説実験授業を構想しており、その構想を聞いて牧は自信を持って「科学教育映画体系」を構築することができた。
「ものの燃える速さ」(1967年)
教育映画祭最高賞受賞作品。「科学教育映画体系」の一つ。化学反応のイメージを作ることを目的とした映画。牧はこの映画で「炭が燃えるときに酸素の濃度が増えると反応速度が増す」という現象のイメージを作るため、「弾き飛ばされた真鍮玉が炭素原子の結晶模型にぶつかると電球が点灯して反応が起こったことを示す」というシミュレーションモデルを作った。当時も動画の手法はあったが、牧はリアリティを出すために装置を手作りした。その実験装置の開発には多くの試行錯誤と手間や金がかかったが、牧は「反応の強さ、弱さは衝突のイメージがないと作れない」と考えてシナリオを作った。スタッフも牧に協力して作品を完成させた。
「もんしろちょう」(1968年)
もんしろちょうの性行動と花の認知行動を実験的に明らかにした科学映画。教育映画特別賞、科学技術映画祭入賞作品。牧が生物学者の日高敏隆のモンシロチョウの研究を知って生物学も科学だなと考えて、日高に映画化を依頼して実現した。この映画では日高の研究をそのまま脚本にしたが、実際に実験してみると予想が外れて、スタッフは「なんだシナリオ通りにならないじゃないか」と文句を言ったが、日高と牧は「予想が外れるからおもしろい」と思い、牧は「やってみて初めて分かる。シナリオにどう書いてあろうと実験は嘘をつかない。とにかく実験だけは正確にやって撮影しておいてくれ」と映画の作成を進めた。何万もの青虫を育て、当初予定の3倍の予算を使い、時間も3年かかった。牧の社内での評判は悪くなり，牧はクビも覚悟したが、岩波映画の経理担当重役の河上信裕(1897-1985)が「これは会社の財産になる映画だ。雑音なんかにめげずにやり続けなさい」と励まされ、牧はその後も映画作りを続ける事ができた。牧は「私は上司に恵まれた」と回想している。完成した映画は仮説と実験の繰り返しで真実に迫るという科学の方法を示す映画となった。

### 企業・官庁・研究所スポンサーの映画[4]

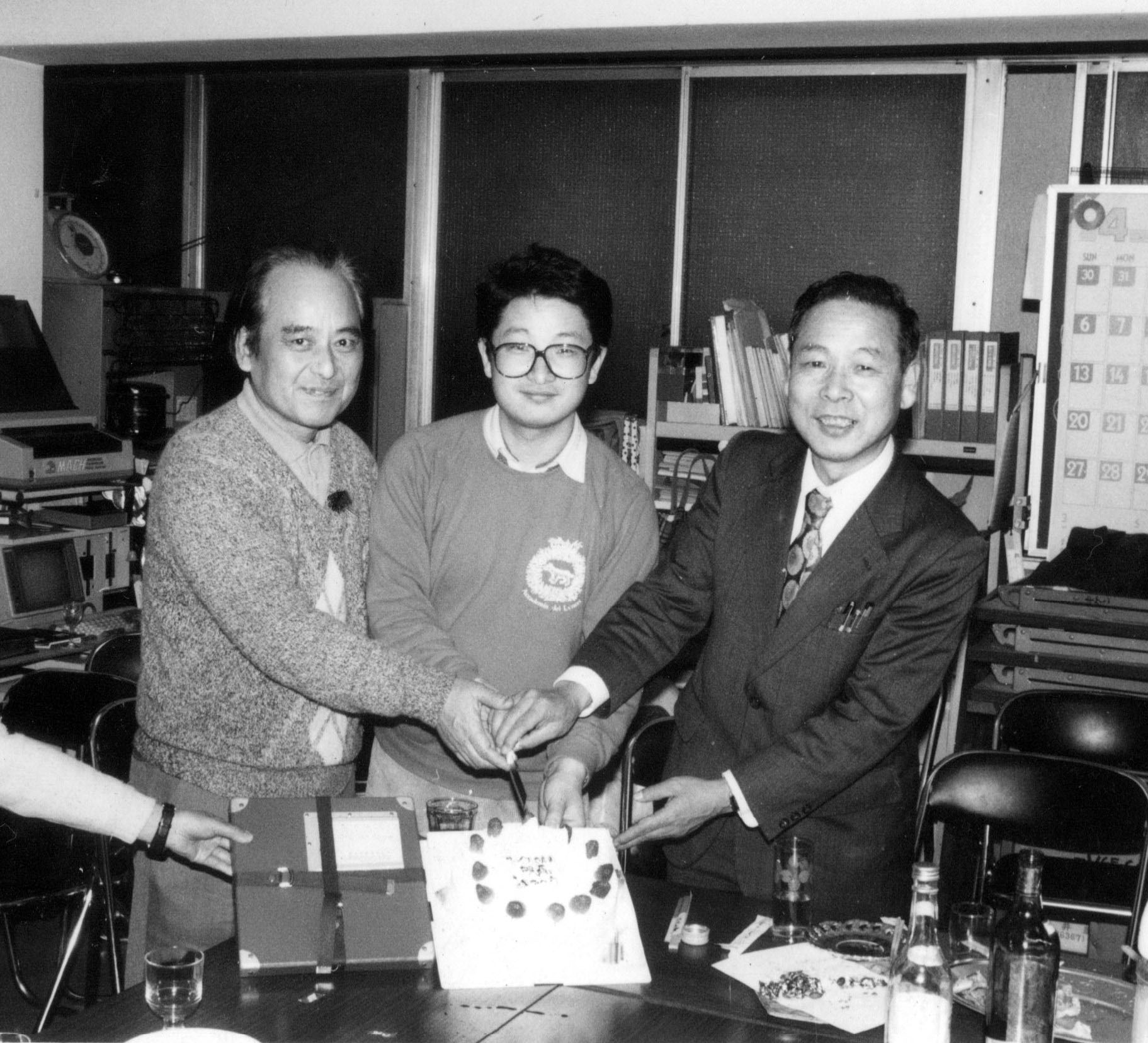
牧衷、荒井公毅、板倉聖宣の３氏。映画「あそぶ　狐狗狸さんの事」(1986年)の完成を祝って仮説社内で撮影。映画は脚本監督：牧衷、出演：荒井公毅、監修：板倉聖宣。

- 「あすのエネルギーをつくる」独立行政法人日本原子力研究開発機構 、1966、第８回科学技術映画祭　入賞[注 14]。
- 「ぬれる」文部科学省、1969年、1969年教育映画祭　最高賞。
- 「ロボットへの道」文部科学省、1970年、第１６回日本産業映画コンク－ル　日本産業映画賞。
- 「はかる」文部科学省、1973年、1973年教育映画祭　優秀作品賞・第11回日本産業映画コンク－ル　日本産業映画大賞・1973年キネマ旬報ベストテン3位・文部省特選 。
- 「地上にミニ太陽を－臨海プラズマ試験装置JT－60」日本原子力研究開発機構、1979年
- 「この青空をいつまでも　IHIボイラ用脱硝装置」石川島播磨重工業株式会社(（現）株式会社　IHI)、1979年
- 「下松発電所ボイラ用排煙脱硝装置－建設の歩み－」石川島播磨重工業株式会社(（現）株式会社　IHI)、1979年
- 「年代を測る 」文部科学省、1979年、第17回日本産業映画コンク－ル　奨励賞。
- 「ある技術のおいたち」文部科学省、1980年
- 「ステンレスをつくる－日新製鋼周南製鋼所－」日新製鋼株式会社、1980年
- 「ひとを測る」社団法人日本計量協会（現）社団法人日本計量振興協会 、1980年
- 「放射線と生命－DNAの損傷と修復－」財団法人日本立地センター、1981年
- 「とぶ－飛ぶと跳ぶの関係－」文部科学省、1985年
- 「あそぶ　狐狗狸さんのこと」文部科学省、1986年、第17回日本産業映画コンク－ル　奨励賞、第24回日本産業映画ビデオコンク－ル　日本産業映画ビデオ賞。
- 「感じる」文部科学省、1986年
- 「よりよい放流種苗を求めて－育て方で変わるマダイの稚魚－」独立行政法人水産総合研究センター 、1992年、第17回日本産業映画コンク－ル　奨励賞、第34回科学技術映画祭　科学技術庁長官賞、1992年教育映画祭優秀作品賞、第30回日本産業映画ビデオコンク－ル日本産業映画ビデオ賞 。
- 「大は小を兼ねるといえども…　小さなものたちの運動学－河内微小流動プロジェクト－」科学技術振興事業団、讀賣映画社、1998年、第39回（平成10年度）科学技術映像祭入選作品[34]、ビアリッツ映画祭（仏）[注 15]ゴールドメダル受賞[35]。

## 仮説実験授業との関係
牧は仮説実験授業研究会の教師達を中心にしてできた「科学映画を観る会」を行った。この会は仮説社内の仮説会館スペースを使って映写機で16ミリフィルムを上映し、20年ほど月1回のペースで行った。教師達は牧達が作った昔の科学映画を見てそのたのしさや教育への有効性を知り、岩波科学映画の現代的価値を認めた。それらの映画の多くは仮説実験授業の手法を取り入れて「問題-予想-討論-実験」という構成で作られており、映画の中で一つの問題ごとに「映画を止めて皆さんで予想を立ててみてください」という指示が入っているものもあった。しかし16ミリフィルムではそれを実際の授業で実行するのは難しかった。そこで、映画のDVD化の要望が高まった。長谷川智子と櫻井純子らの努力で2004年と2009年に復刻DVD化が実現し、仮説社から販売された。
「力のおよぼしあい」(1966年)
1966年教育映画祭最高賞。静力学の基礎を教える映画。この映画では「光弾性試験」によって、力が加わった物体の変形が目に見えるようにして、物体に力を加えたときの変形が元に戻ろうとする弾性力が「抗力」の原因であることを生き生きと見せてくれる。これは仮説実験授業の授業書「ばねと力」で積極的に使われている概念であるが、映画という手法はそれを一層子ども達に印象づけることに成功した。長谷川らはこの映画のシナリオに沿ったプリント教材や演示実験装置を開発し、中学生に抗力概念を非常に高率に定着させることに成功した。長谷川らは「力や電気などの抽象的概念はとらえどころがなく教えられたからすぐに理解できなくても無理はない」「仮説実験授業では日常生活から来る常識と科学の原理や法則と対立する問題を取り上げて、予想を実験で確かめながら科学の法則を体系的に学んでいく教育方法」で「力のおよぼしあい」はその理論を元に制作された映画なので、「まさに科学教育のための映画である」と評価している。

## 運動論

### 学生運動の経験
牧は1950年4月に大学生となると「占領軍撤退」をスローガンに掲げる学生運動に参加した。当時の東大教養学部には2000名の学生がいたが、1950年5月のメーデーに参加した学生は十数人だった。それが6月4日のレッドパージ反対デモのときには8割の学生が集まった。牧はこのようなわずか数週間で運動が大きく変化をした経験から「どうしてそうなるんだろう」ということに興味を持ち始めた。牧はこの数週間のうちに運動のやり方が変化したことに気がついた。初めのデモは行こうと言う人間が「一緒に行くヤツ寄っといで」という有志結集型だったが、その後のレッドパージ反対闘争は学生自治会を通して全学生に呼びかけ、学生自治会の運動として「全員加盟･全員参加型の大衆的な運動」に変化していた。牧は有志結集型の呼びかけだけでは到底起こすことのできない大衆的な討論が起こり、有志結集型の呼びかけだけでは集まってこない人々を含めることで、本当に大衆的な運動が成立することを知った。
一方1960年代の終わり頃からの大学闘争では「運動は戦う意思を持った者だけで行うものであって、戦う意思のないものは敵だ」とする全共闘の考え方に激しい怒りと恐れを抱いた。大衆的基盤を忘れ去ったこのような運動論は運動の衰退と孤立を招くだけであると牧は考え、実際学生運動は衰退した。

### 社会運動の考え方
牧は学生運動や社会運動といった大衆運動は広い意味での教育そのものだと考え、最初の運動者が多数者の認識を変革して運動の側に獲得していくにはどうしたらよいかということを、「運動論いろは」としてカルタにまとめた。
運動とは、あなたがだれかにはたらきかけること、そしてみんなで何かをやること。
このことばは運動というものの領域を一気に広げる。大衆運動だけでなく、教師が生徒にはたらきかけること（授業）も、あなたとあなたの意中の人との間に起こる何事かも運動に他ならない。
反対のことは　せず　させず。
牧が最も重要だとしている原則。多数決で何かを決めた場合、それに反対した少数派の人間に対しても「多数決で決まったんだから」と事を押しつけてやらせることはやってはいけない。多くの組織・運動はそれを分かっていない。多数を取ったからといってその方針が正しいかどうかは運動をやってみて実験結果が出なければ分からない。その実験をやる前には多数意見も少数意見も等しい価値しか持っていない。その大切な実験を反対意見の人間にやらそうとするのは非常にまずいやり方である。多数決で決めなければならないときは「少数派になった人達はそんなことはやらなくていい」としないと、運動は分裂してしまう。牧は「そんなことで運動が成り立つのか」という反論には「成り立つ」と断言する。全員一致などしなくても組織は分裂しない。反対の人はやらなくてもいいが、妨害行為はやらないということが運動がうまくいく原則であるとする。そして大部分の人が出てこないような行動なら、そんな行動を決めた方針が間違っている。そんな運動はやめなさいと説く。
「べし」「べからず」でヤセ細り。
運動がうまくいかなくなると「多数決で決まったんだから××しなければならぬ」と反対意見の人まで追い立てるようになる。「××すべし」「××すべからず」というのが増えてくると、その運動も組織もヤセ細って活力を失う。「べし、べからず」では人間は動かないということをよく分かって運動をやらなければならない。やりたいやつがやっていればうまくいく。
小さな禁止が大きな抑圧。
「どうでもいいことなんだから俺たちの言うことを聞いてくれ」というのは、言われる側にとっては「そんなどうでもいいことでさえ、俺たちの自由にならないのか」となって、大きな抑圧となり、深刻な人権侵害である。そういうことはやってはいけない。牧は学校の校則もそうしたものが多いと指摘した。

## 著作
国立国会図書館所蔵のもの。

### 講演集・著書
- 『牧さんの哲学を学ぶ会 第2集』牧衷、 横浜仮説サークル 編. 横浜仮説サークル、 1991.12
- 『牧衷連続講座記録集 : 仮説実験授業の思想と方法を問い直す 1』牧衷 著、 渡辺規夫 編集文責. 上田仮説出版、 2000.12 (第2刷)
- 『牧衷連続講座記録集 : 仮説実験授業の思想と方法を問い直す 2』牧衷 著、 渡辺規夫 編集文責. 上田仮説出版、 1996.5
- 『牧衷連続講座記録集 : 仮説実験授業の思想と方法を問い直す 3』牧衷 著、 渡辺規夫 編集文責. 上田仮説出版、 1998.1
- 『運動論いろは』牧衷 著. 季節社、 1998.8
- 『牧衷連続講座記録集 : 仮説実験授業の思想と方法を問い直す 4』牧衷 著、 渡辺規夫 編集文責. 上田仮説出版、 2000.6
- 『運動論と仮説実験授業 : 仮説実験授業の思想と方法を問い直す (牧衷集中講義)』 牧衷 著、 渡辺規夫 編集文責. 上田仮説出版、 2001.9
- 『民族問題と学校教育の再編成 : 仮説実験授業の成果をもとに考える 牧衷さんの哲学を学ぶ会 (牧衷集中講義)』、牧衷 著、 渡辺規夫 編集文責. 上田仮説出版、 2002.7
- 『牧衷講演記録 : 仮説実験授業の思想と方法を考える 第9集 (仮説実験授業と牧衷運動論シリーズ ; 9)』 牧衷 著、 渡辺規夫 編集文責. 上田仮説出版、 2014.5
- 『今月のお話 : 牧衷講演記録集』、牧衷 著、 増田伸夫 編集・文責. 上田仮説出版、 2015.3
- 『寛容の考え方の成立と発展』牧衷 著、 渡辺規夫 編集文責. 上田仮説出版、 2018.7

### 編著
- 『"失われた10年"からどうやって脱出するか (発想 ; 第1集)』力石定一、 牧衷 責任編集. 季節社、 2000.5
- 『都市の再生と自然の回復を目ざして (発想 ; 第2集)』力石定一、 牧衷 責任編集. 季節社、 2000.11
- 『エコロジカル・ニューディール政策 (発想 ; 第3集)』力石定一、 牧衷 責任編集. 季節社、 2001.7
- 『どうやって日本経済を救うか : 運動論・組織論 (発想 ; 第4集(終刊号))』力石定一、 牧衷 責任編集. 季節社、 2002.8

### 共著
- 『しゃぼんだま (リトルサイエンス)』関戸勇 文・写真、 牧衷 構成. 偕成社、 1984.4
- 『うかせてあそぼう (リトルサイエンス)』牧衷 構成・文、 関戸勇 写真. 偕成社、 1987.7
- 『魚をとる人たち : 日本の漁業 (社会とくらしの絵本)』牧衷 作、 関戸勇 写真. 岩崎書店、 1988.2
- 『けっしょうづくり (リトルサイエンス)』牧衷 構成・文、 関戸勇 写真. 偕成社、 1988.3
- 『板倉・牧講演集 : 板倉式発想法ゼミナール・科学と数学研究講演会・牧さんの哲学を学ぶ会 : 1989-1990』板倉聖宣、 牧衷 [述]、 横浜仮説サークル 編. 横浜仮説サークル、 1990.7
- 『人間関係論と仮説実験授業 : 歴史の見方・考え方 (仮説実験授業と牧衷運動論シリーズ ; 8)』牧衷、 中原しげる、 板倉聖宣 著、 渡辺規夫 編集文責. 上田仮説出版、 2004.1
- 『学生運動と仮説実験授業の源流 : 仮説実験授業の授業運営法の起源と「公」という概念 (仮説実験授業と牧衷運動論シリーズ ; 7)』牧衷、 中原しげる、 板倉聖宣 著、 渡辺規夫 編集文責. 上田仮説出版、 2004.1
- 『しゃぼんだま 改訂 (みんなで実験楽しく科学あそび ; 4)』牧衷 構成、 関戸勇 文・写真. 偕成社、 2006.3
- 『うかせてあそぼう 改訂 (みんなで実験楽しく科学あそび ; 8)』牧衷 構成・文、 関戸勇 写真. 偕成社、 2006.3
- 『けっしょうづくり 改訂 (みんなで実験楽しく科学あそび ; 10)』牧衷 構成・文、 関戸勇 写真. 偕成社、 2006.3
- 「第8章　岩波の科学教育映画　その伝統と思想」『岩波映画の一億フレーム』東京大学出版会、2012
- 『今月のお話 2』板倉聖宣、 牧衷、 中原しげる、 渡辺規夫 著、 増田伸夫 編集・文責. 上田仮説出版・中野本社、 2015.6
- 『今月のお話 3』牧衷、 板倉聖宣、 渡辺規夫 著、 増田伸夫 編集・文責. 上田仮説出版・中野本社、 2016.3

### DVD
- 「たのしい科学教育映画シリーズ vol. 1 化学編 1」岩波映像、仮説社 、2004
- 「たのしい科学教育映画シリーズ vol. 2 化学編 2」岩波映像、仮説社 、2004
- 「たのしい科学教育映画シリーズ vol. 3 物性編」岩波映像、仮説社 、2004
- 「たのしい科学教育映画シリーズ vol. 4 静力学編 1」岩波映像、仮説社 、2004
- 「たのしい科学教育映画シリーズ vol. 5 静力学編 2」岩波映像、仮説社 、2004
- 「たのしい科学教育映画シリーズ vol. 6 電気・磁気編」岩波映像、仮説社 、2004
- 「たのしい科学教育映画シリーズ vol. 7 動力学編」岩波映像、仮説社 、2004
- 「たのしい科学教育映画シリーズ vol. 8 生物編」岩波映像、仮説社 、2004
- 「たのしい科学教育映画シリーズ 第2集 vol. 1 物理編 1」岩波映像、仮説社 、2009
- 「たのしい科学教育映画シリーズ 第2集 vol. 2 物理編 2」岩波映像、仮説社 、2009
- 「たのしい科学教育映画シリーズ 第2集 vol. 3 工学編」岩波映像、仮説社 、2009
- 「たのしい科学教育映画シリーズ 第2集 vol. 4 化学編」岩波映像、仮説社 、2009
- 「たのしい科学教育映画シリーズ 第2集 vol. 5 生物編」岩波映像、仮説社 、2009
- 「たのしい科学教育映画シリーズ 第2集 vol. 6 地学・天文編 1」岩波映像、仮説社、2009
- 「たのしい科学教育映画シリーズ 第2集 vol. 7 地学・天文編 2」岩波映像、仮説社 、2009
- 「たのしい科学教育映画シリーズ 第2集 vol. 8 生活の科学編」岩波映像、仮説社 、2009
- 「災害の科学 Study on disaster 自然災害とその対策編 (たのしい科学教育映画シリーズ)」牧衷 企画. 岩波映像、2012
- 丹羽美之、吉見俊哉『映画記録アーカイブ１　岩波映画の1億フレーム』東京大学出版会、2012、ISBN 978-4-13-003250-6。
- 『力は時間と一緒にはたらく : DVD BOOK (イメージでわかるたのしい物理学入門 ; 1)』牧衷、長谷川智子、長谷川高士 著、仮説社、2013.8